# Изменчивый шмель
Изменчивый шмель (Bombus soroeensis) — вид перепончатокрылых насекомых из рода шмели. Единственный представитель подрода Kallobombus.

## Внешний вид
Тело длиной 9–18 мм. Особенностью вида является то, что все три боковых глазка расположены на одной линии на уровне верхнего края сложных глаз. Четвёртый и пятый тергиты брюшка в красных (Bombus soroeensis proteus) или белых (Bombus soroeensis soroeensis) волосках.

## Классификация
В составе вида выделяют два подвида, которые иногда рассматриваются в ранге самостоятельных видов.
- Bombus soroeensis soroeensis  (Fabricius, 1776)
- Bombus soroeensis proteus (Gerstäcker, 1869)

## Распространение
Вид распространён в Западной Европе и некоторых регионах европейской части России.

## Охрана
Как Bombus proteus был занесен в первое издание (2001 год) Красной книги России. Отнесён к 2 категории — сокращающийся в численности вид. Во втором издании (2021 год) этот вид отсутствует.